# 何正卓
何正卓（1909年—1971年5月26日）。哈爾濱人。民國37年（1948年）在哈爾濱市選區當選第一屆立法委員

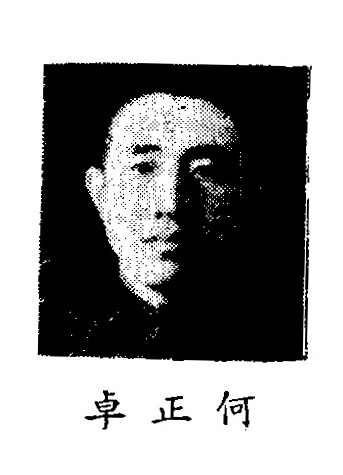
出席制憲國民大會代表時

## 生平[1][2][3]
- 日本海軍水雷及通信學校畢業
- 日本海軍砲術及航海學校畢業
- 中國國民黨哈爾濱市黨務專員辦事處專員
- 制憲國民大會代表、憲政實施促進會委員
- 國立遼海商船專科學校校長
- 教育部航業敎育委員會委員[4]
- 民國37年，當選立法委員，曾出席第一屆立法院第一會期國防委員會、交通委員會；1949年後一直居港請病假不出席立法院會議
- 民國60年5月26日病逝於九龍廣華醫院，經斐有明等同鄉友好協助，於5月30日營葬於九龍荃灣，6月17日立法委員羅大愚、王任遠、孫桂籍、王常裕、項潤崑、汪漁洋、張鴻學、王##等發起假善導寺，舉行追悼會[5]